# Кайынды (Баткенская область)
Кайынды (кирг. Кайынды) — село в Баткенском районе Баткенской области Кыргызстана. Входит в состав Дарыинского айылного аймака.

## География
Село расположено в центральной части области, на левом берегу реки Раут (левый приток реки Сох), на расстоянии приблизительно 32 километров (по прямой) к юго-юго-востоку от города Баткена, административного центра области и района. Абсолютная высота — 1837 метров над уровнем моря.

## Население
Согласно оценочным данным Национального статистического комитета Кыргызской Республики, численность населения села на начало 2023 года составляла 1028 человек.
| год     | 2009 | 2014 | 2015 | 2020 | 2021 | 2023 |
| ------- | ---- | ---- | ---- | ---- | ---- | ---- |
| человек | 875  | 992  | 1034 | 1010 | 1010 | 1028 |